# 8842 Bennetmcinnes
8842 Bennetmcinnes este o planetă minoră (asteroid), cu un diametru de 5,394 km, din centura de asteroizi. A fost descoperită pe 20 mai 1990 la Observatorul Siding Spring de Robert H. McNaught. 
Obiectul prezintă o orbită caracterizată de o semiaxă mare de 2,540016 UAi, o excentricitate de 0,22, o înclinație de 11,23281 ° în raport cu ecliptica.